# Wola Dereźniańska (gromada)
Wola Dereźniańska – dawna gromada, czyli najmniejsza jednostka podziału terytorialnego Polskiej Rzeczypospolitej Ludowej w latach 1954–1972.
Gromady, z gromadzkimi radami narodowymi (GRN) jako organami władzy najniższego stopnia na wsi, funkcjonowały od reformy reorganizującej administrację wiejską przeprowadzonej jesienią 1954 do momentu ich zniesienia z dniem 1 stycznia 1973, tym samym wypierając organizację gminną w latach 1954–1972.
Gromadę Wola Dereźniańska z siedzibą GRN w Woli Dereźniańskiej utworzono – jako jedną z 8759 gromad na obszarze Polski – w powiecie biłgorajskim w woj. lubelskim na mocy uchwały nr 6 WRN w Lublinie z dnia 5 października 1954. W skład jednostki weszły obszary dotychczasowych gromad Bidaczów Nowy, Ruda Solska i Wola Dereźniańska ze zniesionej gminy Sól oraz obszar dotychczasowej gromady Budziarze ze zniesionej gminy Biszcza w tymże powiecie. Dla gromady ustalono 11 członków gromadzkiej rady narodowej.
1 stycznia 1960 gromadę zniesiono, włączając jej obszar do gromad Biszcza (wsie Budziarze i Suszka) Sól (wsie Bidaczów Nowy, Ruda Solska, Ruda Zagrody i Wola Dereźniańska) w tymże powiecie.